# Геометричне перетворення
У математиці геометричне перетворення - це будь-яка бієкція множини до себе (або до іншої такої множини) з деякою помітною геометричною основою. Більш конкретно, це функція, домен і діапазон якої є наборами точок - найчастіше обома {\displaystyle \mathbb {R} ^{2}} або обидва {\displaystyle \mathbb {R} ^{3}} - така, що функція є ін'єктивною, щоб існувала її обернена. До вивчення геометрії можна підходити шляхом вивчення цих перетворень.
Геометричні перетворення можна класифікувати за розмірністю їх наборів операндів (таким чином розрізняючи, скажімо, площинні перетворення та просторові перетворення). Їх також можна класифікувати за властивостями, які вони зберігають:
- Переміщення зберігають відстань та кути (наприклад, паралельне перенесення);[4]
- Ізометрії зберігають кути та відстані (наприклад, перетворення Евкліда);[5]
- Подібність зберігають кути та співвідношення між відстанями (наприклад, зміна розміру);[6]
- Афінні перетворення зберігають паралельність (наприклад, масштабування, зсув );[7]
- Проективні перетворення (трансформації) зберігають колінеарність ;[8]

Кожен із цих класів містить попередній.
- Перетворення Мебіуса із використанням складних координат на площині (як і інверсія кола) зберігають безліч усіх прямих і кіл, але можуть міняти місцями лінії та кола.

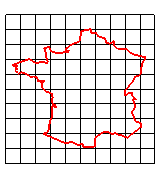
Оригінальне зображення (на основі карти Франції)
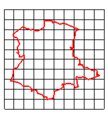
Ізометрія
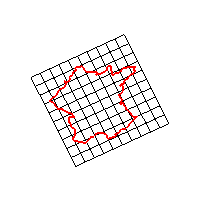
Подібність
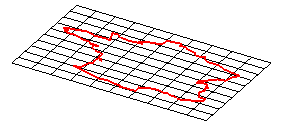
Афінне перетворення
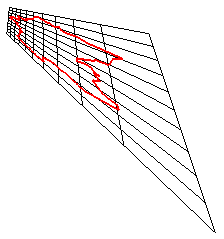
Проективна трансформація
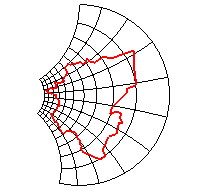
інверсія

- Дифеоморфізми (bidifferentiable перетворення) є перетворенням, як афінні в першому порядку; вони містять попередні як особливі випадки і можуть бути додатково уточнені.[9]
- Конформні перетворення зберігають кути і є, у першому порядку, подібністю.
- Еквіаріальні перетворення, збереження площ у площинному випадку або об’ємів у тривимірному випадку.  і є, у першому порядку, афінними перетвореннями детермінанти 1.
- Гомеоморфізми (двосторонні перетворення) зберігають околиці точок.

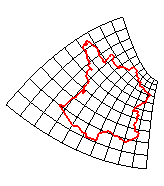
Конформне перетворення
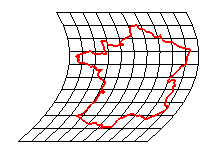
Еквіаріальна трансформація
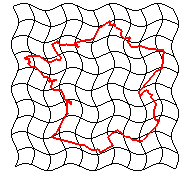
Дифеоморфізм
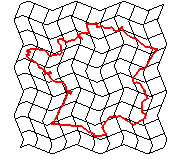
Гомеоморфізм

Перетворення одного типу утворюють групи, які можуть бути підгрупами інших груп перетворень.

## Протилежні групові дії
Багато геометричних перетворень виражаються за допомогою лінійної алгебри. Бієктивні лінійні перетворення (бієкція) - це елементи загальної лінійної групи. Лінійне перетворення A не є особливим. Для вектора рядків v матричний добуток vA дає інший вектор рядка w = vA.
Транспонування вектора рядка v є вектором стовпця v T, а транзакція вищевказаної рівності - {\displaystyle w^{T}=(vA)^{T}=A^{T}v^{T}.} Тут A T забезпечує ліву дію на вектори стовпців.
У геометрії перетворень є композиції AB. Починаючи з вектора рядка v, правильною дією складеного перетворення є w = vAB. Після транспонування
{\displaystyle w^{T}=(vAB)^{T}=(AB)^{T}v^{T}=B^{T}A^{T}v^{T}.}
Таким чином, для AB пов'язана дія лівої групи є {\displaystyle B^{T}A^{T}.} При вивченні протилежних груп розрізняють дії протилежних груп, оскільки єдиними групами, для яких ці протилежності рівні, є комутативні групи.

## Літератури
1. ↑  The Definitive Glossary of Higher Mathematical Jargon — Transformation. Math Vault (амер.). 1 серпня 2019. Архів оригіналу за 28 лютого 2020. Процитовано 2 травня 2020.
2. ↑  Zalman Usiskin, Anthony L. Peressini, Elena Marchisotto – Mathematics for High School Teachers: An Advanced Perspective, page 84.
3. ↑  Venema, Gerard A. (2006), Foundations of Geometry, Pearson Prentice Hall, с. 285, ISBN 9780131437005
4. ↑  Geometry Translation. www.mathsisfun.com. Архів оригіналу за 7 січня 2021. Процитовано 2 травня 2020.
5. ↑  Geometric Transformations — Euclidean Transformations. pages.mtu.edu. Архів оригіналу за 21 січня 2021. Процитовано 2 травня 2020.
6. ↑  Transformations. www.mathsisfun.com. Архів оригіналу за 18 січня 2021. Процитовано 2 травня 2020.
7. ↑  Geometric Transformations — Affine Transformations. pages.mtu.edu. Архів оригіналу за 21 січня 2021. Процитовано 2 травня 2020.
8. 1 2  Leland Wilkinson, D. Wills, D. Rope, A. Norton, R. Dubbs – Geometric transformation [Архівовано 22 вересня 2020 у Wayback Machine.], p. 182, at Google Books
9. ↑  stevecheng (13 березня 2013). first fundamental form (PDF). planetmath.org. Архів оригіналу (PDF) за 14 липня 2014. Процитовано 1 жовтня 2014.

## Для ознайомлення
- Гельфанд І. М. Лекції з лінійної алгебри. — 2025. — 248 с.(укр.)
- Гантмахер Ф. Р. Теорія матриць. — 2025. — 757 с.(укр.)
- Погорєлов О. В. Геометрія : Стереометрія : Підруч. для 10—11 кл. серед. шк. — 6-те вид. — Київ : Освіта, 2001. — 128 с.
- Adler, Irving (2012) [1966], A New Look at Geometry, Dover, ISBN 978-0-486-49851-5
- Дієнес, З.П. ; Golding, EW (1967). Геометрія через трансформації (3 т. ): Геометрія спотворень, Геометрія конгруентності та Групи та координати. Нью-Йорк: Гердер і Гердер.
- Девід Ганс - Трансформації та геометрії.
- Hilbert, David; Cohn-Vossen, Stephan (1952). Geometry and the Imagination (вид. 2nd). Chelsea. ISBN 0-8284-1087-9.
- Джон Макклірі - Геометрія з диференційованої точки зору.
- Модєнов, П.С.; Пархоменко, А.С. (1965). Геометричні перетворення (2 т. ): Евклідові та афінні перетворення та проективні перетворення. Нью-Йорк: Академічна преса.
- А. Н. Преслі - Елементарна диференціальна геометрія.
- Яглом, І.М. (1962, 1968, 1973, 2009). Геометричні перетворення (4 т. ). Випадковий будинок (I, II та III), MAA (I, II, III та IV).